# (1381) Danubia
(1381) Danubia – planetoida z grupy pasa głównego asteroid okrążająca Słońce w ciągu 3 lat i 338 dni w średniej odległości 2,49 au. Została odkryta 20 sierpnia 1930 roku w Obserwatorium Simejiz na górze Koszka na Półwyspie Krymskim przez Jewgienija Skworcowa. Nazwa planetoidy pochodzi od łacińskiej nazwy rzeki Dunaj. Przed jej nadaniem planetoida nosiła oznaczenie tymczasowe (1381) 1930 QJ.